# Escrevedeira-amarela

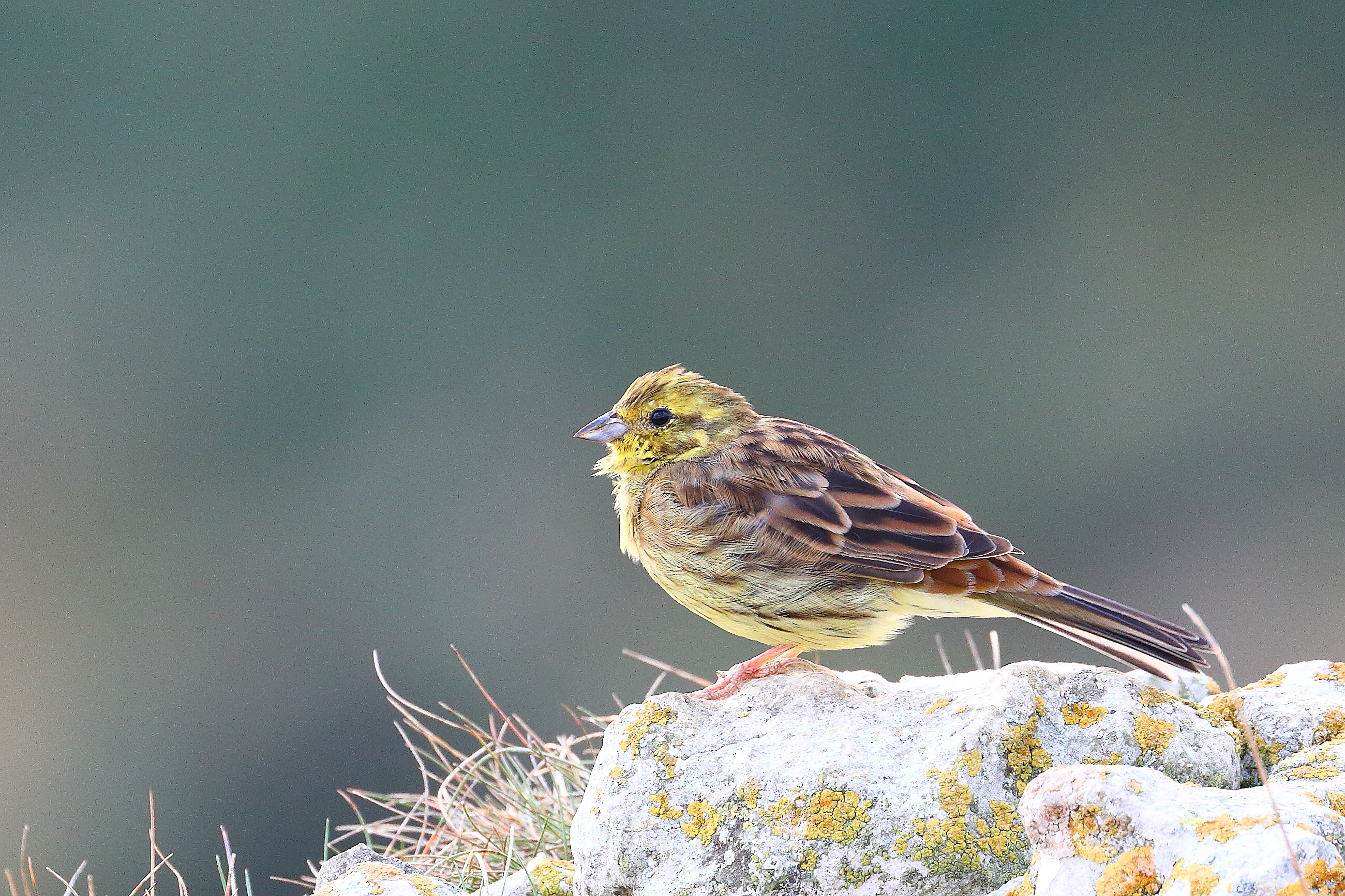
Emberiza citrinela

Escrevedeira-amarela (Emberiza citrinella) é uma ave passeriforme da família das Emberiza que é nativa da Eurásia e foi introduzida na Nova Zelândia e na Austrália. A maioria das aves europeias permanece na faixa de reprodução durante todo o ano, mas a subespécie oriental é parcialmente migratória, com grande parte da população invernando mais ao sul. A escrevedeira-amarela masculino tem uma cabeça amarela brilhante, costas marrons listradas, garupa castanha e partes inferiores amarelas. Outras plumagens são versões mais opacas do mesmo padrão. O Yellowhammer é comum em áreas abertas com alguns arbustos ou árvores, e forma pequenos bandos no inverno. Sua música tem um ritmo como "Um pouco de pão e sem queijo". A música é muito semelhante à de seu parente mais próximo, a bandeira de pinheiro, com a qual cruza.
A reprodução começa principalmente em abril e maio, com a fêmea construindo um ninho de copa forrado em um local escondido ou próximo ao solo. Os três a cinco ovos são estampados com uma malha de finas linhas escuras, dando origem ao antigo nome para o pássaro de "cotovia rabisca" ou "cotovia escrita". A fêmea incuba os ovos por 12-14 dias antes da eclosão, e choca os filhotes altriciais até que eles empenem 11-13 dias depois. Ambos os adultos alimentam o filhote no ninho e criam duas ou três ninhadas por ano. O ninho pode ser invadido por roedores ou corvídeos, e os adultos são caçados por aves de rapina. Escrevedeira-amarela se alimentam no chão, geralmente em bandos fora da época de reprodução. Sua dieta é principalmente sementes, complementadas por invertebrados na época de reprodução. Mudanças nas práticas agrícolas levaram a declínios populacionais na Europa Ocidental, mas seu grande número e enorme alcance significam que o martelo amarelo é classificado como de menor preocupação pela União Internacional para a Conservação da Natureza.
Este notável pássaro amarelo inspirou poemas de Robert Burns e John Clare, e seu canto característico influenciou obras musicais de Beethoven e Messiaen. A escritora infantil Enid Blyton ajudou a popularizar a representação padrão em inglês da música.

## Taxonomia
A escrevedeira-amarela foi descrito por Carl Linnaeus em seu marco 1758 10ª edição do Systema Naturae sob seu nome científico atual. Emberiza é derivado do antigo alemão Embritz, uma bandeira, e citrinella é o italiano para um pequeno pássaro amarelo. Acredita-se que o nome em inglês tenha vindo de Ammer, outra palavra alemã para bunting, e foi registrado pela primeira vez em 1553 como yelambre.
A família de aves Emberizidae contém um único gênero Emberiza, com cerca de 40 membros, que estão confinados ao Velho Mundo. Dentro de seu gênero, o Yellowhammer está mais intimamente relacionado com a estamenha de pinheiro, com a qual forma uma superespécie ; eles às vezes foram considerados como uma espécie. As bandeiras brancas e circulares também são parentes próximas do par de espécies. Onde seus territórios se encontram, a escrevedeira-amarela e o Pine Bunting se cruzam; o martelo amarelo é dominante e a zona híbrida está se movendo mais para o leste.

### Subespécies
Existem atualmente 3 subespécies reconhecidas de Escrevedeira-amarela:
- E. c. citrinella (Linnaeus, 1758), a subespécie nominal, que ocorre no sudeste da Inglaterra e na maior parte da Europa a leste até o canto noroeste da Rússia e oeste da Ucrânia.
- E. c. caliginosa ( Clancey, 1940) é a forma encontrada na Irlanda, na Ilha de Man e na Grã-Bretanha (exceto no sudeste da Inglaterra).
- E. c. erythrogenys ( Brehm, 1855) se reproduz da Rússia, Ucrânia central e dos Balcãs orientais a leste da Sibéria e noroeste da Mongólia, e também tem populações isoladas a leste do Mar Negro e no Cáucaso.

## Descrição

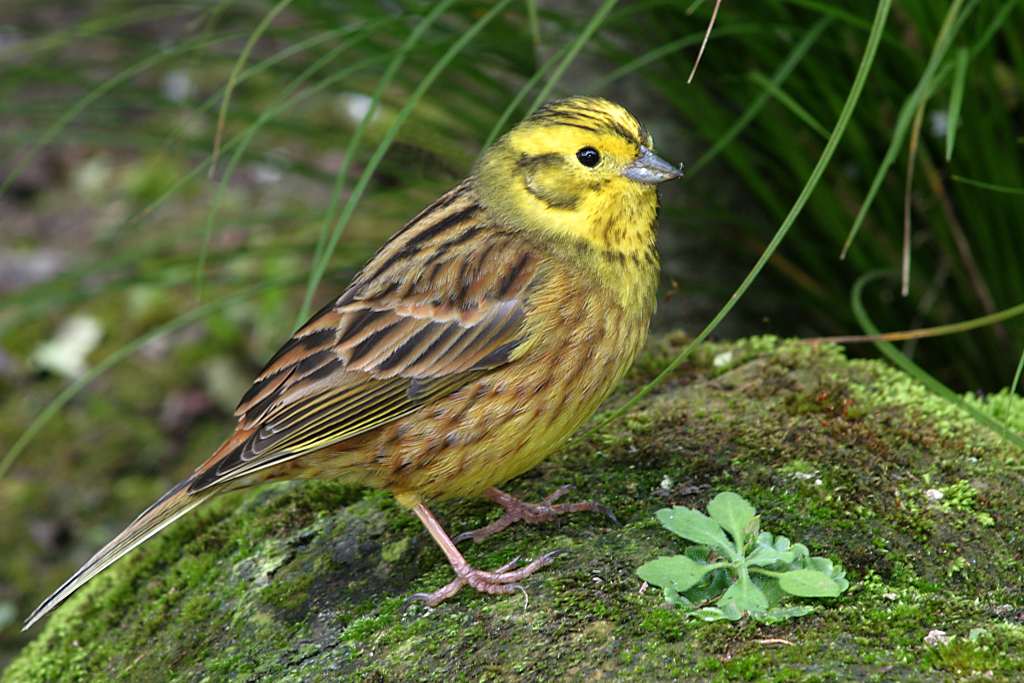
Masculino E. c. caliginosa

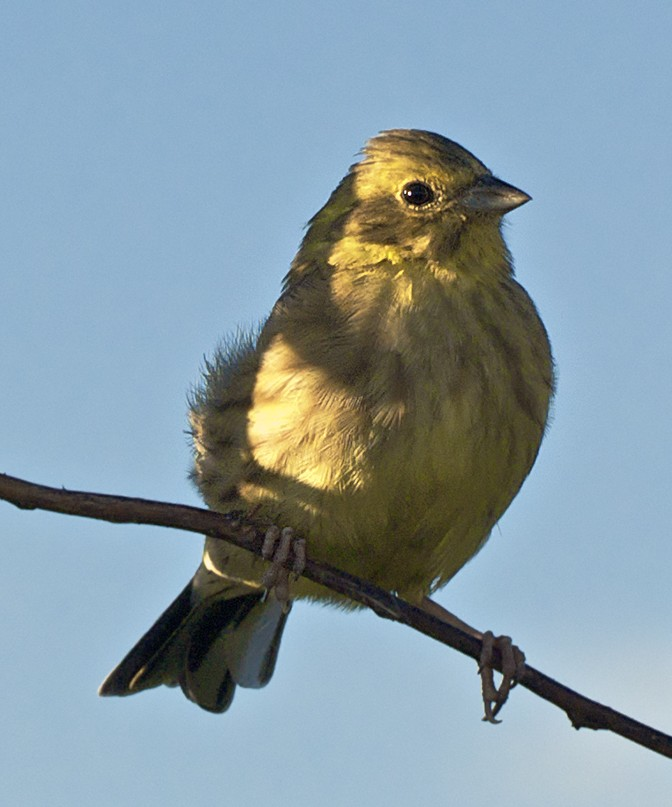
Fêmea

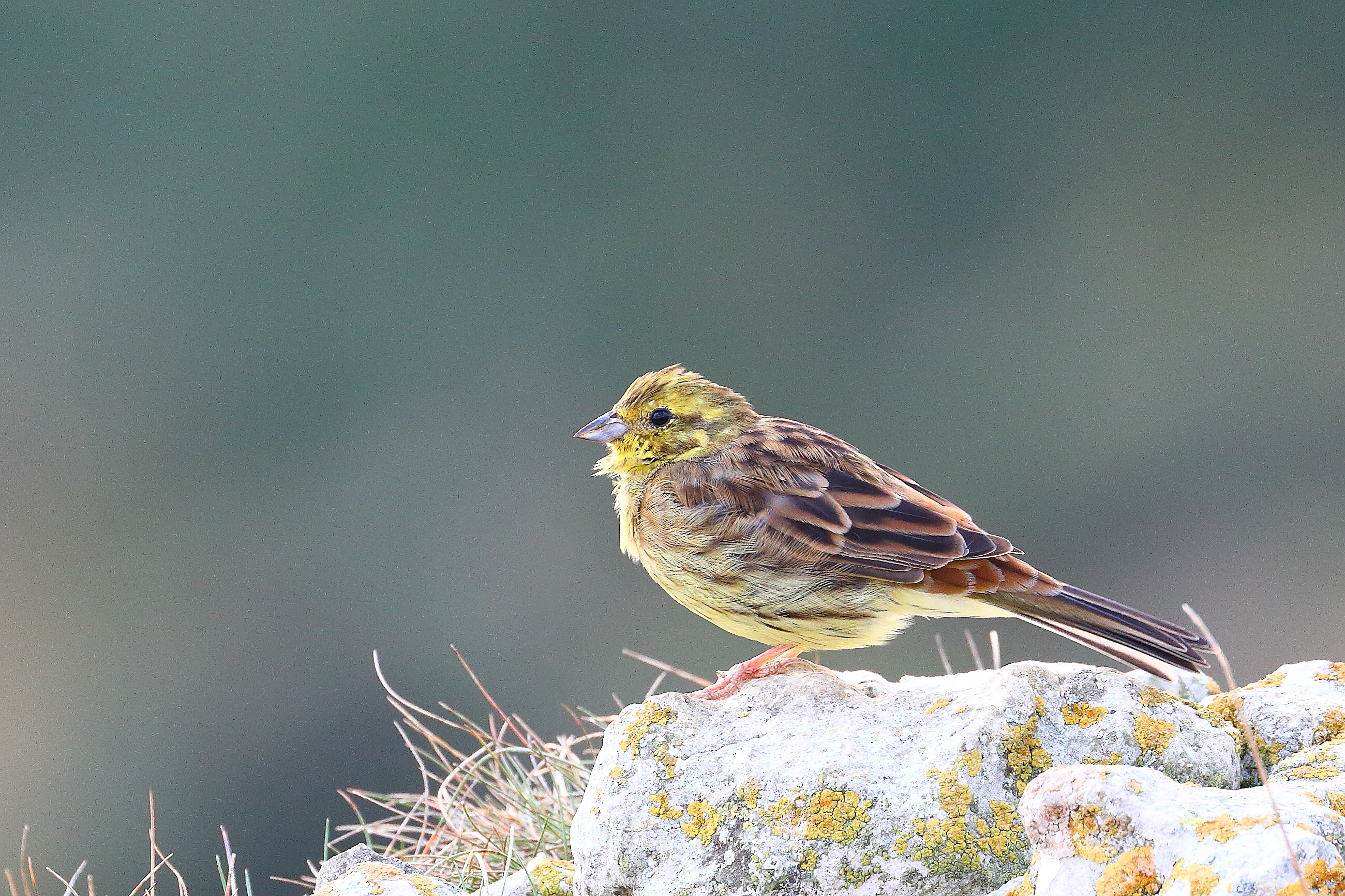
Emberiza citrinela

A Escrevedeira-amarela é uma ave grande, de 16–16.5 cm (6.3–6.5 in) comprimento, com 23–29.5 cm (9.1–11.6 in) envergadura; pesa 20–36.5 g (0.71–1.29 oz). O macho da subespécie nominal E. c. citrinella tem uma cabeça amarela brilhante, costas marrons fortemente listradas, garupa ruiva, partes inferiores amarelas e penas da cauda externa brancas. A fêmea é menos colorida e mais listrada na coroa, peito e flancos. Ambos os sexos são menos marcados fora da época de reprodução, quando as franjas escuras nas novas penas obscurecem a plumagem amarela. O juvenil é muito mais opaco e menos amarelo do que os adultos, e muitas vezes tem uma garupa mais pálida.
Após a reprodução, os adultos têm uma muda completa, que leva pelo menos oito semanas; os machos adquirem mais amarelo na plumagem cada vez que mudam. Os juvenis têm uma muda parcial não muito tempo após o nascimento, substituindo a cabeça, o corpo e algumas penas encobertas.
As diferenças entre as subespécies são pequenas e geograficamente graduais. Em média, o macho de E. c. caliginosa é um pouco menor e mais escura do que o mesmo sexo da subespécie nominal, e também tem mais listras no dorso, um tom esverdeado para o amarelo da cabeça e mais castanho nos flancos. O macho da forma oriental, E. c. erythrogenys, é mais pálida e menos raiada do que E. c. citrinela. Seus flancos, cauda e barras das asas são geralmente mais brancos, e sua coroa e garganta são amarelos mais brilhantes. Distinguir as fêmeas das três subespécies usando características de plumagem geralmente não é possível.
Fêmeas e juvenis, especialmente da subespécie oriental pálida, E. c. erythrogenys, pode ser confundido com estamenhas de pinheiro, mas eles sempre têm um tom amarelo em sua plumagem, uma garupa avermelhada mais pálida e partes superiores mais uniformes do que essa espécie. Escrevedeira-amarela jovens e fêmeas podem ser distinguidos de bandeirinhas de cirl pela garupa marrom-acinzentada da última espécie. Híbridos masculinos com estamenhas de pinheiro são tipicamente de cara branca e têm um pouco de amarelo na cabeça, sob partes ou penas de voo, mas as fêmeas geralmente são indistinguíveis dos martelos amarelos.

### Voz
O canto do galo escrevedeira-amarela é uma série de notas curtas, aumentando gradualmente de volume e seguidas por uma ou duas notas mais prolongadas. Muitas vezes é representado como "Um pouco de pão e sem queijo", e a versão completa pode ser confundida com a música quase idêntica da bandeira de pinheiro. Se as notas finais forem omitidas, a confusão com a bandeira circular é possível. Outras vocalizações incluem uma chamada de contato zit, um alarme de ver e um tirrr trinado dado em voo.
Os machos escrevedeira-amarela aprendem suas canções com seus pais, e com o tempo, dialetos regionais se desenvolveram, com pequenas diferenças na conclusão da canção básica; todos são mutuamente reconhecidos por pássaros de diferentes áreas. Cada macho tem um repertório individual de variantes de canções dentro de seu dialeto regional; as fêmeas tendem a acasalar com machos que compartilham seu dialeto e preferem aqueles com os maiores repertórios.
A bandeira de pinheiro e o martelo amarelo estão tão intimamente relacionados que cada um responde ao canto do outro. O canto do macho amarelo é mais atraente para as fêmeas e é uma das razões para o domínio dessa espécie onde as faixas se sobrepõem.

## Distribuição e habitat

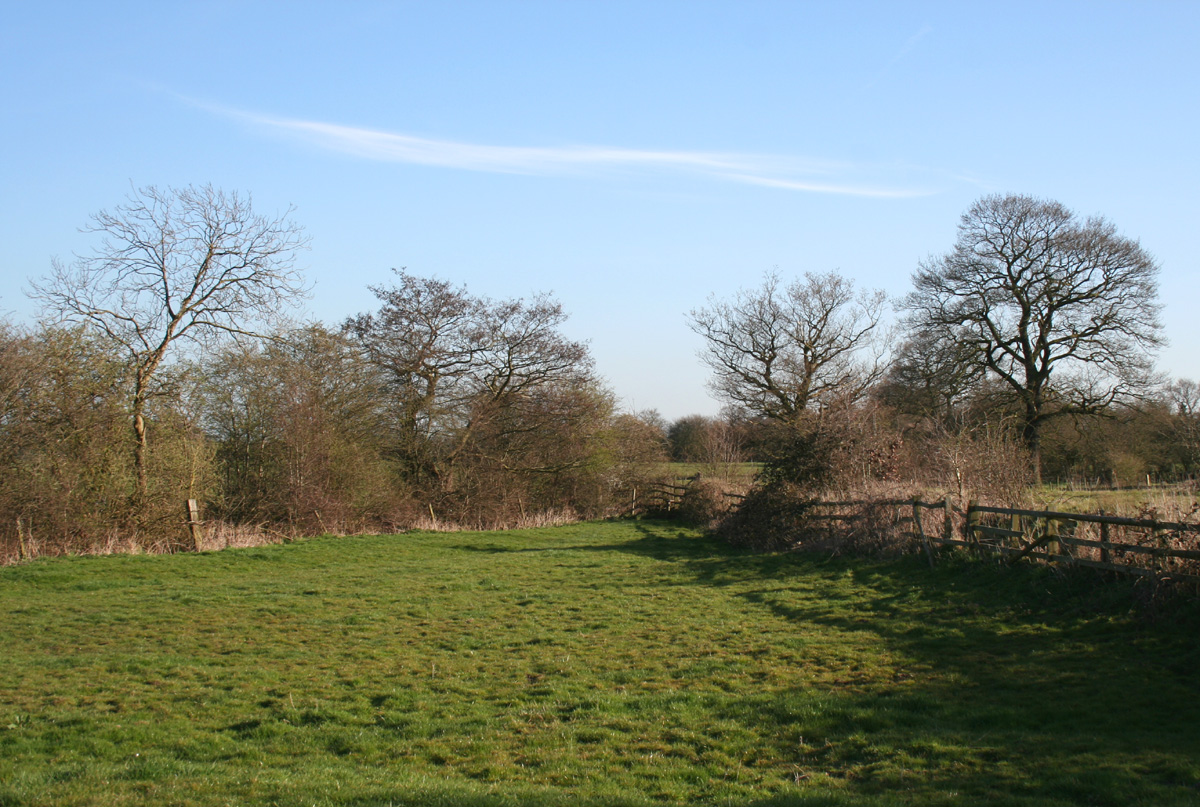
As terras agrícolas tradicionais fornecem um bom habitat para nidificação e alimentação.

A escrevedeira-amarela se reproduz em todo o Paleártico entre os 16–20 °C (61–68 °F) Isotermas de julho. É a bandeira européia mais comum e mais difundida, embora esteja ausente das altas montanhas, regiões árticas, Holanda ocidental, maior parte da Península Ibérica e da Grécia e regiões baixas de outros países adjacentes ao Mar Mediterrâneo. Produz na Rússia a leste de Irkutsk e na maior parte da Ucrânia. A faixa asiática se estende ao noroeste da Turquia, Cáucaso e norte do Cazaquistão.
A maioria das escrevedeiras-amarelas europeias passa o inverno dentro de sua área de reprodução, apenas o extremo norte sendo desocupado, embora algumas aves se movam para o sul de sua área de reprodução na Espanha, Itália e outros países do Mediterrâneo. As distâncias percorridas podem chegar a 500 km (310 mi) para aves do norte. As aves asiáticas são mais fortemente migratórias, abandonando grande parte do norte para o inverno no Iraque, Irã e sul da Ásia Central. A escrevedeira-amarela ocorreu como um errante nos Emirados Árabes Unidos, Egito, Kuwait, Marrocos, Malta, Himalaia (vagante de inverno do norte do Afeganistão ao centro do Nepal ), Ilhas Baleares, Islândia e Faroes.
Escrevedeira-amarela da raça britânica e irlandesa, E. c. caliginosa, foram introduzidos na Nova Zelândia por sociedades de aclimatação locais em 1862, e logo se espalharam pelas principais ilhas. Eles às vezes visitam as ilhas subantárticas da Nova Zelândia, embora raramente fiquem para se reproduzir, e chegaram à Ilha Lord Howe da Austrália em várias ocasiões. No início do século XX, esta bandeira era vista como uma grave praga agrícola em seu país de adoção.
Populações de escrevedeira-amarela também foram introduzidas nas Ilhas Malvinas e na África do Sul.
A escrevedeira-amarela é uma ave de campo seco e aberto, de preferência com uma variedade de tipos de vegetação e algumas árvores para cantar. Está ausente das áreas urbanas, florestas e zonas úmidas. Provavelmente encontrada originalmente em bordas de florestas e grandes clareiras, beneficiou-se vda agricultura tradicional, que criou extensas áreas abertas com sebes e touceiras de árvores.

## Comportamento

### Reprodução

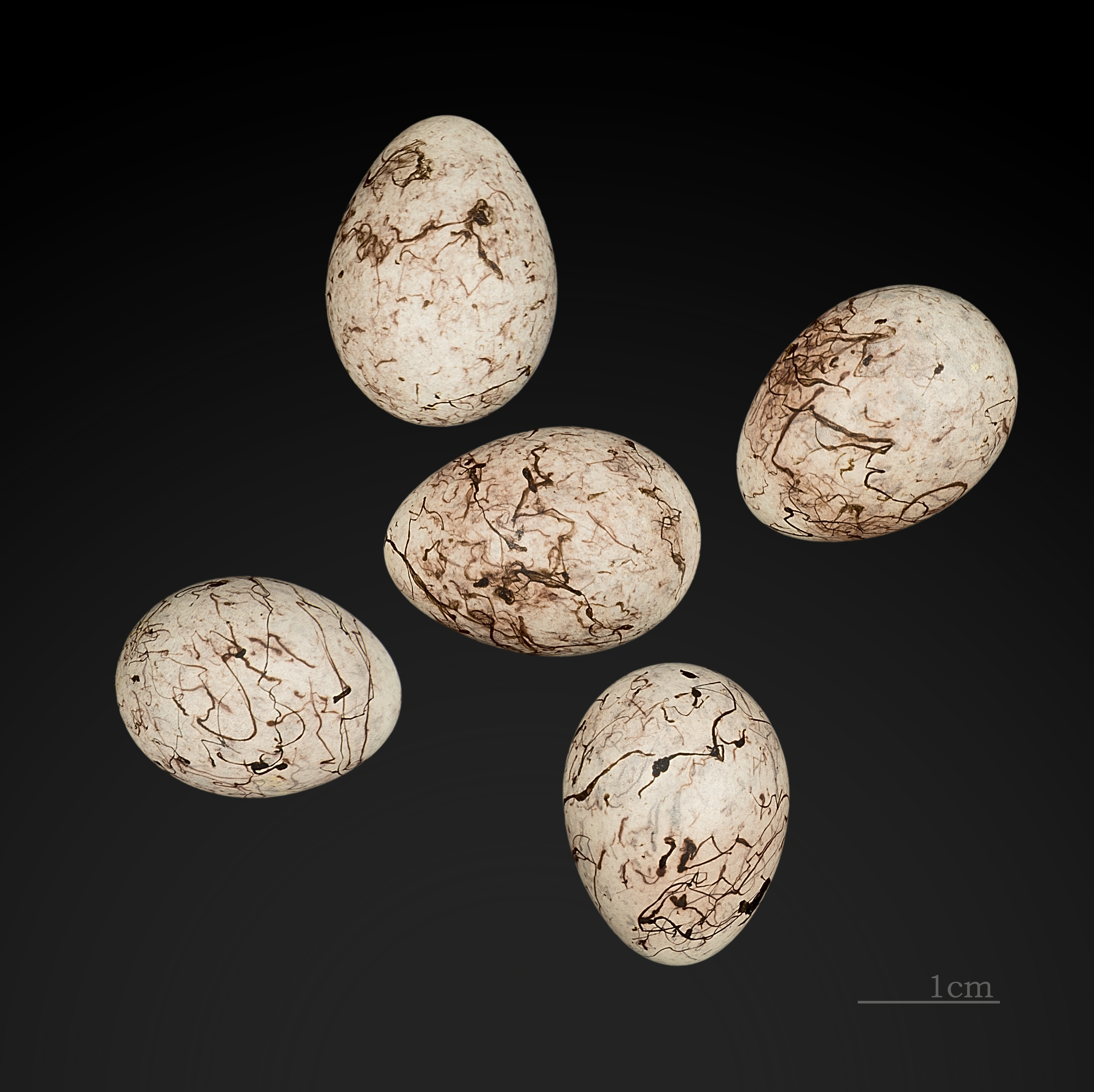
Ovos no Museu de Toulouse, França

A reprodução normalmente começa no início de maio, mas geralmente em abril no sul da faixa. Escrevedeira-amarela são monogâmicos e se reproduzem quando envelhecem um ano. Os machos estabelecem territórios ao longo de sebes ou franjas de florestas e cantam de uma árvore ou arbusto, muitas vezes continuando até julho ou agosto. O macho se exibe para a fêmea levantando as asas e correndo em direção a ela. O ninho é construído pela fêmea no solo ou perto dele, e normalmente fica bem escondido em touceiras, encostado a uma margem ou baixo em um arbusto. É construído a partir de material vegetal próximo, como folhas, grama seca e caules, e é forrado com gramíneas finas e, às vezes, pêlos de animais. É 11.5–13 cm (4.5–5.1 in) transversalmente com um copo 4–4.5 cm (1.6–1.8 in) profundo.
A ninhada é geralmente de três a cinco ovos esbranquiçados, normalmente estampados com uma rede de linhas finas e escuras. Os ovos em média 21 mm × 16 mm (0.83 in × 0.63 in) em tamanho e pesa 2.9 g (0.10 oz), dos quais 6% é casca. A fêmea incuba os ovos por 12-14 dias para a eclosão, e choca os filhotes altriciais e felpudos até que emplumem 11-13 dias depois. Ambos os adultos alimentam o filhote no ninho e duas ou três ninhadas são criadas a cada ano.
A taxa de sobrevivência anual de adultos no Reino Unido é de cerca de 54%, e a de juvenis em seu primeiro ano é de 53%. A expectativa de vida típica é de três anos, embora os registros da Grã-Bretanha e da Alemanha indiquem que as aves sobrevivem mais de 13 anos.

### Alimentando
O forrageamento é principalmente no solo, e a dieta da ave consiste principalmente de sementes. Sementes oleosas, como as de brássicas, são ignoradas em favor de itens mais amiláceos. As plantas alimentícias típicas incluem urtiga comum, docas, capim- comum, galinha gorda, gavinha comum e milefólio. As gramíneas também são importantes, principalmente os cereais, e os grãos constituem uma parte significativa dos alimentos consumidos no outono e no inverno, sendo o trigo e a aveia preferidos à cevada. Quando não estão se reproduzindo, os martelos amarelos forrageiam em bandos que ocasionalmente podem chegar a centenas de pássaros e muitas vezes contêm outras bandeiras e tentilhões.
A escrevedeira-amarela adiciona invertebrados à sua dieta na época de reprodução, principalmente como alimento para seus filhotes em crescimento. Uma grande variedade de espécies é tomada, incluindo colêmbolos, gafanhotos, moscas, besouros, lagartas, minhocas, aranhas e caracóis. Durante os primeiros dias, os filhotes são alimentados exclusivamente com presas invertebradas, mas a partir do terceiro dia também são alimentados com grãos de cereais, que os filhotes podem digerir com eficiência. Acredita-se que isso seja intencional pelos pais para permitir que os filhotes ajustem sua fisiologia para comer sementes.

## Predadores e parasitas

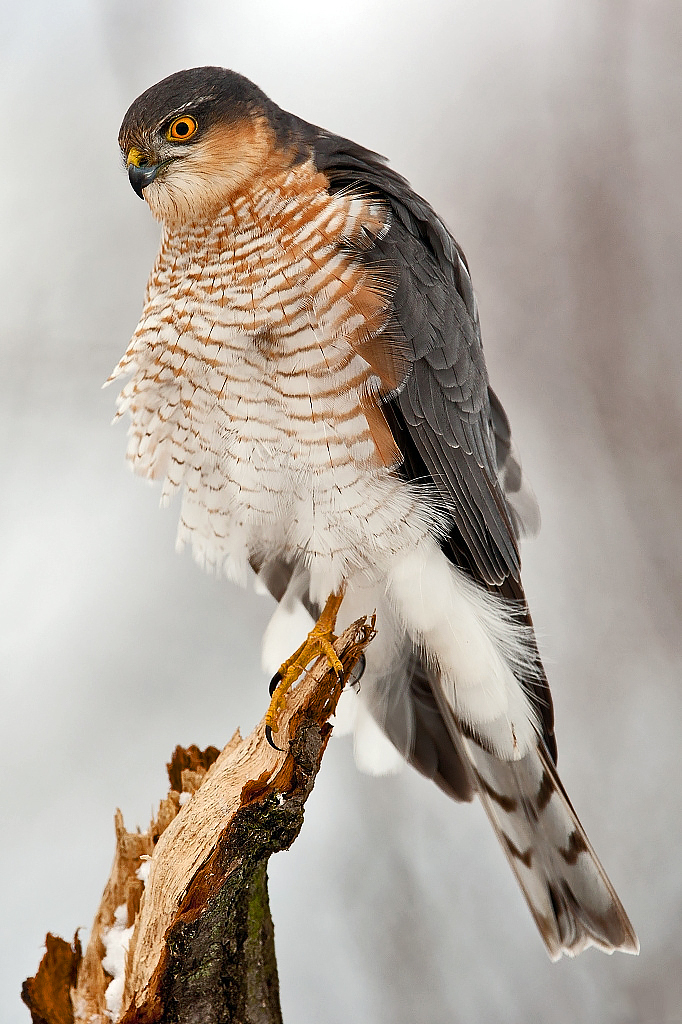
O gavião euro-asiático é um predador do martelo amarelo.

Os predadores da escrevedeira-amarela incluem o gavião, o açor do norte, a águia manchada menor e o hobby. Não é um hospedeiro significativo do cuco comum, um parasita de ninhada, embora como uma ave que nidifica no solo, seus ovos e filhotes sejam vulneráveis à predação de pequenos mamíferos, como camundongos e outros roedores. Os ninhos também são invadidos por corvos, gaios eurasianos e pegas eurasianas. A predação foi responsável por mais de 60% das falhas de ninho em uma pesquisa de 2012 na Alemanha.
Treze espécies de pulgas dos gêneros Ceratophyllus e Dasypsyllus foram encontradas nesta estamenha, e parasitas internos incluem Ascaridia galli. A escrevedeira-amarela pode transportar parasitas do sangue hematozoários, como Haemoproteus coatneyi. Machos com altos níveis de parasitas produziram menos descendentes (não há tal efeito para as fêmeas) e tendem a ter cores menos vivas. A impressionante plumagem do macho pode, portanto, ter surgido como um sinal de aptidão para procriar. Escrevedeira-amarela infectados com Haemoproteus podem ter menores taxas de sobrevivência no inverno devido à tendência de ter asas mais curtas.

## Status
A União Internacional para a Conservação da Natureza estima que a população europeia da escrevedeira-amarela seja de 54 a 93 milhões de indivíduos, sugerindo um total eurasiano de 73-186 milhões de pássaros. Embora a população pareça estar em declínio, a diminuição não é rápida o suficiente para desencadear seus critérios de vulnerabilidade. Os grandes números e enorme variedade de reprodução de cerca de 12,9 milhões de km 2 (5 milhões de milhas quadradas), significam que esta bandeira é classificada pela IUCN como sendo de menor preocupação.
As populações diminuíram nas últimas décadas na Europa Ocidental, incluindo as Ilhas Britânicas, Bélgica, Holanda, Áustria e Itália. A escrevedeira-amarela é uma espécie da lista vermelha (severamente em declínio) na Irlanda e no Reino Unido. Na Europa Oriental, os números parecem estáveis, embora a tendência na Rússia seja desconhecida. Acredita-se que as mudanças nas práticas agrícolas sejam responsáveis pela redução das densidades de reprodução. A população introduzida na Nova Zelândia foi muito bem sucedida, com densidades de reprodução muito maiores do que no Reino Unido.

## Na cultura

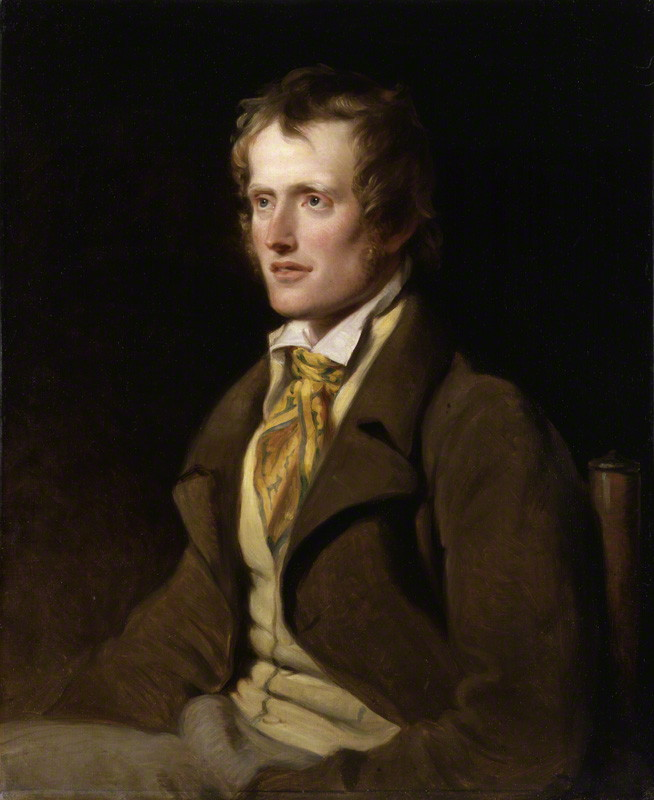
John Clare escreveu dois poemas sobre a escrevedeira-amarela.

A escrevedeira-amarela é uma ave campestre conspícua, vocal e anteriormente comum, e atraiu o interesse humano. Yellowham Wood e Yellowham Hill, perto de Dorchester, ambos derivam seus nomes do pássaro. O poema de Robbie Burns "The Yellow, Yellow Yorlin'" recebe o título de um nome escocês para o yellowhammer, que recebe uma conotação sexual óbvia: encontrando sua yorlin amarela, amarela.' " Descrições mais factuais do pássaro e seu comportamento podem ser encontradas em "The Yellowhammer's Nest" de John Clare e "The Yellowhammer", cujas linhas finais dizem:
In early spring, when winds blow chilly cold,

The yellowhammer, trailing grass, will come

To fix a place and choose an early home,

With yellow breast and head of solid gold.
Enid Blyton ajudou a popularizar o canto do pássaro como "pouco de pão e sem queijo" em livros como The Ship of Adventure e Five Go Off in a Caravan, e escreveu um poema chamado "The Yellow-hammer".
O aluno de Beethoven, Carl Czerny, e o biógrafo Anton Schindler, ambos sugeriram que o compositor teve a ideia para as quatro primeiras notas de sua 5ª sinfonia da chamada do martelo amarelo, embora mais provavelmente a abertura do 4º Concerto para Piano fosse realmente a obra em questão. Beethoven também usou o tema Yellowhammer em duas sonatas para piano, nº. 21 em Dó maior (o "Waldstein", Op.53) e No. 23 em Fá menor (o "Appassionata", Op.57).
Olivier Messiaen costumava usar o canto dos pássaros como inspiração para sua música, e as características do martelo amarelo em Chronochromie, Catalog d'oiseaux, La fauvette des jardins e Méditations sur le mystère de la Sainte Trinité, aparecendo em quatro movimentos da última peça.

Uma velha lenda liga o martelo amarelo ao diabo. Sua língua deveria conter uma gota de seu sangue, e dizia-se que o intrincado padrão nos ovos carregava uma mensagem oculta, possivelmente maligna; essas associações satânicas às vezes levavam à perseguição do pássaro. A aparência incomum dos ovos também levou aos nomes de Scribble Lark ou Scribble Jack, títulos alternativos para o pássaro.